# Turó de Mossèn Corbera
El Turó de Mossèn Corbera és una muntanya de 285 metres que es troba al municipi de Torrelles de Llobregat, a la comarca del Baix Llobregat.